# Gliceraldehído
Un gliceraldehído es una aldotriosa cuya fórmula es C3H6O3. Posee dos isómeros ópticos, ya que tiene un carbono asimétrico, representado como C* en la figura 1.
Los monosacáridos (azúcares simples) pueden dividirse en aldehídos polihidroxilados, también llamados aldosas; o bien en cetonas polihidroxiladas, llamadas cetosas. De estos, los monosacáridos más sencillos son los que cuentan con tres átomos de carbono en su estructura, y se les conoce como triosas. Gliceraldehído es el nombre dado a la aldosa formada por tres átomos de carbono (aldotriosa).
El estereoisómero de la figura 1.1 corresponde al D-gliceraldehído y el estereoisómero de la figura 1.2 corresponde al L-gliceraldehído. Como se puede apreciar, ambos son imágenes especulares el uno del otro, lo que se denomina enantiómeros o enantiomorfos.
La diferencia óptica entre ambos isómeros es que la forma D tiene el grupo hidroxilo (-OH) del carbono asimétrico a la derecha mientras que la forma L tiene el -OH del carbono asimétrico a la izquierda. Esta determinación se ha tomado por convenio (IUPAC) y no implica la desviación del plano de la luz hacia la derecha para la forma D ni hacia la izquierda para la forma L.
Es importante porque es el primer monosacárido que se obtiene en la fotosíntesis, durante la fase oscura (ciclo de Calvin). Además, es un paso intermedio de bastantes rutas metabólicas, como la glucólisis.
| Nombre del enantiómero | D-gliceraldehído (R)-gliceraldehído (+)-gliceraldehído | L-gliceraldehído (S)-gliceraldehído (−)-gliceraldehído |
| Proyección de Fischer  | D-gliceraldehído                                       | L-glicealdehido                                        |
| Fórmula estructural    | D-gliceraldehído                                       | L-gliceraldehído                                       |
| Modelo molecular       | D-gliceraldehído                                       | L-gliceraldehído                                       |